# Acacia pendula
Espèce
Statut de conservation UICN

 LC  : Préoccupation mineure
Acacia pendula est une espèce de plantes à fleurs du genre Acacia et de la famille des Fabacées. C'est un arbre originaire d'Australie.

## Description
C'est un arbre d'une dizaine de mètres de haut avec des branches tombantes et des feuilles étroites, longues de 10 centimètres.

## Répartition
On le trouve dans l'outback du Queensland, de la Nouvelle-Galles du Sud et du Victoria.